# Giglio Porto
Giglio Porto is een plaats (frazione) in de Italiaanse gemeente Isola del Giglio.
Op vrijdag 13 januari 2012 voer het cruiseschip Costa Concordia met ruim 4000 opvarenden bij Giglio Porto op een halve kilometer van de haven op een rots. Er werd een gapend gat van 70 meter in de romp geslagen, waarna het schip kapseisde. Er vielen vermoedelijk 32 doden te betreuren.